# Тёльке, Вернер
Вернер Тёльке (нем.  Werner Toelcke (род. 12 сентября 1930, Гамбург—19 октября 2017) — немецкий актёр, сценарист, писатель.

## Биография
Родился в Гамбурге. Окончив в 17 лет школу, поступил в Веймарское театральное училище. С 1952 года началась его театральная карьера. В течение 12 лет играл на сценах театров Магдебурга, Эрфурта и Берлина. С 1964 года работал на немецком телевидении.
В этом же году дебютировал как автор детективных произведений. Первая работа — роман «Мёртвые не говорят», по нему же на киностудии «DEFA» был поставлен одноимённый двухсерийный фильм. Главный герой этой и последующих книг писателя — частный детектив Вебер, роль которого играл сам Вернер Тёльке.
В 1984-м переехал в ФРГ, где время от времени писал сценарии.
Последние годы жил в Ольдендорфе.

## Фильмография

### Актёр
- 1959 — Коршуны Хелены Тернер
- 1962 — Люди и звери (в титрах — В. Тульке) — Цезарь
- 1962 — Мёртвые не говорят — Вебер, ассистент криминальной полиции
- 1964 — Вдвое больше или ничего — частный детектив Вебер
- 1966 — Замёрзшие молнии
- 1967 — Смерть в цене — частный детектив Вебер
- 1967 — Он пошёл один — частный детектив Вебер
- 1969 — Послы не убивают — частный детектив Вебер
- 1971 — Человек, который должен умереть — частный детектив Вебер
- 1971 — Ты и я, и маленький Париж — отец Ангелики
- 1972 — Телефон полиции — 110. Мертвец в заливе — коронер
- 1973 — Вторая жизнь Фридриха Вильгельма Георга Платова
- 1977 — Акция под Арсеналом — Ланге

### Сценарист
- 1962 — Мёртвые не говорят
- 1964 — Вдвое больше или ничего
- 1967 — Он пошёл один
- 1969 — Послы не убивают
- 1971 — Человек, который должен умереть